# Michael L. Norman
Michael L. Norman (* 1953) ist ein US-amerikanischer Astrophysiker und Informatiker.
Norman studierte am Caltech mit dem Bachelor-Abschluss 1975 und wurde 1980 an der University of California, Davis, promoviert. Er war am Lawrence Livermore National Laboratory, am Los Alamos National Laboratory (1984 bis 1986), am Max-Planck-Institut für Astrophysik (Post-Doktorand bis 1984) und ab 1986 am National Center for Supercomputing Applications (stellvertretender Direktor unter Larry Smarr) und Professor an der University of Illinois at Urbana-Champaign, bevor er 2000 Professor an der University of California, San Diego, wurde. Dort ist er seit 2009 Direktor des San Diego Supercomputer Center und Leiter des Laboratory for Computational Astrophysics.
Er befasst sich mit Computersimulationen in der Astrophysik (zum Beispiel Entstehung der ersten Sterne im Universum, astrophysikalische Jets, Kosmologie) und dafür notwendige numerische Methoden (auch für Parallelrechner).
1999 erhielt er den Sidney Fernbach Award und er erhielt einen Humboldt-Forschungspreis. Er ist Fellow der American Physical Society (2001) und der American Academy of Arts and Sciences (2005).

## Schriften (Auswahl)
- mit J. M. Stone: ZEUS-2D: A radiation magnetohydrodynamics code for astrophysical flows in two space dimensions. I-The hydrodynamic algorithms and tests, Astroph. J. Suppl Series, Band 80, 1992, S. 753–790
- mit G. L. Bryan: Statistical properties of x-ray clusters: Analytic and numerical comparisons, Astroph. Journal, Band 495, 1998, S. 80
- mit T. Abel, M. L. Norman: The formation and fragmentation of primordial molecular clouds, Astroph. Journal, Band 540, 2000, S. 39
- mit J. P. Ostriker u. a.: Baryons in the warm-hot intergalactic medium, Astroph. Journal, Band 552, 2001, S. 473
- mit T. Abel, G. L. Bryan: The formation of the first star in the universe, Science, Band 295, 2002, S. 93–98